# 味摩之
味摩之（みまし、生没年不詳）は、百済からの渡来人。『日本書紀』に登場する7世紀初頭の楽人。

## 概要
『日本書紀』によれば、612年(推古天皇20年）に帰化したと言われており、呉で学んで、伎楽の舞を修得したという。『令集解』の『職員令』の項目によると、伎楽と腰鼓などは呉楽であるとされており、その舞は滑稽卑俗なものであったといわれている。
桜井（豊浦寺のあったところ）に住居を与えられ、少年を集めて伎楽の舞を教えたとされる。真野首弟子・新漢済文がその舞を習い、伝承している。
成澤勝は、味摩之が伎楽を学んだとされる「呉」について、前漢の武帝が紀元前108年に朝鮮半島に設置した植民地である漢四郡のうち、黄海道に置かれていた帯方郡に呉の姓氏および呉姓部落の比率が高いことから、味摩之は、百済と高句麗の境目に位置する帯方郡の呉氏姓の中国系芸能家から学んだのであろうと、結論づけている。これに対して李応寿は、「この結論には、首肯けるところが多い。なぜなら、呉服屋などの例から、呉が広い意味の中国をあらわしているとか、名前が同じであることから、既に三世紀に滅亡した呉の国を指しているとか、あるいは発音が似ていることから、韓国の全羅道にあるクレ（求禮）であるとかなどの説よりは、一歩踏み込んだ研究になっていると思われるからである」と評している。

## 出自
602年、阿莫城の戦いが起こり、百済は新羅に敗北した。阿莫城の戦いは、解讐率いる大姓八族の解氏が主導し、刕氏、真氏、木氏が積極的に参戦した。以後の歴史記録から、大姓八族のうち解氏、劦氏、真氏、木氏は姿を消すが、それは、阿莫城の戦いの敗戦により、解氏、劦氏、真氏、木氏は勢力を萎縮させ、中央政界で急速に勢力を失い、政治的影響力を喪失したことによる。一方、大姓八族の沙氏、国氏、苩氏は依然として勢力を維持した。沙氏、国氏、苩氏は穏健な新羅政策を主張した貴族であり、阿莫城の戦いに消極的だったことから、勢力を維持することができた沙氏、国氏、苩氏は中央政界の主導権を握る。中央政界から退出した勢力は倭国への亡命による活路を見出した。612年の味摩之の倭国帰化を百済と倭国間の伎楽の舞伝播の国家的文化交流とする意見もある。しかし、味摩之の倭国帰化が百済政府の命令によるものとすることはできず、それは、味摩之の家系を鑑みれば明らかである。味摩之は百済政府の外交使節として倭国に赴いたのではない。味摩之は、個人的に伎楽の舞を教えるために倭国へ赴いた。したがって、伎楽の舞伝播という任務を遂行するための倭国帰化という王命によるものではない。味摩之の家系は、聖王代からの弥麻沙の活動からも分かるように、外交に携わった家系だったが、味摩之の倭国帰化には何かしらの理由がある。それは、百済の中央政府で勢力を喪失した貴族による倭国亡命であり、味摩之は大姓八族ではないが、味摩之の倭国帰化は、百済の中央政府で勢力を喪失した貴族の姿を示唆する。